# Frickenhofer Höhe
Die Frickenhofer Höhe ist ein bis zu 565,2 m ü. NHN hoher und an seinen Hängen bewaldeter Höhenzug im Ostalbkreis in Baden-Württemberg (Deutschland), mit Nordausläufern im Landkreis Schwäbisch Hall. Die langgestreckte, plateauartige Landschaft ist nach dem Dorf Frickenhofen benannt, einem auf der schmalen Nordwestspitze gelegenen Ortsteil von Gschwend.
In der naturräumlichen Gliederung Deutschlands handelt es sich um die Teileinheit Nr. 102.03 des Schwäbischen Keuper-Lias-Lands im Südwestdeutschen Stufenland. Es gehört zum Naturraum Vorland der östlichen Schwäbischen Alb (Haupteinheit 102).

## Geographie

### Lage
Die Frickenhofer Höhe befindet sich südlich der Limpurger Berge, nördlich vom Albuch, einem Teil der Schwäbischen Alb, und östlich des Welzheimer Walds. Der Höhenzug liegt im Dreieck der Städte Gaildorf im Nordwesten, Aalen im Südosten und Schwäbisch Gmünd im Südwesten. In Form eines langgestreckten Bogens erstreckt sich die Frickenhofer Höhe von Schönberg (Ortsteil von Gaildorf) im Norden bis Abtsgmünd im Südosten. Zu den Gemeinden innerhalb der Landschaft gehören Gschwend, Eschach, Göggingen, Ruppertshofen und Schechingen.
Nördliche Grenze der Frickenhofer Höhe bzw. ihrer dortigen Ausläufer ist der unterste Lauf der von Westen kommenden und bei Gaildorf-Unterrot in den Kocher mündenden „Fichtenberger“ Rot. Die übrigen Grenzen bilden nacheinander, im Gegenuhrzeigersinn, die „Gschwender“ Rot und ihre beiden Vorfluter Lein und Kocher. Die Gschwender Rot fließt aus Gschwend südlich durch die kleinen Dörfer Birkenlohe, Hönig und das Rehnenmühle-Staubecken zu ihrer Mündung in die Lein in Täferrot und demarkiert den Höhenzug nach Westen gegen den Welzheimer Wald. Die Lein zieht bis Heuchlingen erst in östlicher Richtung die Südgrenze, danach trennt sie auf Nordostkurs bis zu ihrer Mündung in den Kocher in Abtsgmünd den Höhenzug vom gegenüber auf der rechten Höhe beginnenden Welland. Die linke Talkante des nordwestlichen Kocherlaufs von Abtsgmünd über Sulzbach-Laufen bis Unterrot ist seine markanteste Scheidelinie gegenüber den Limpurger Bergen.
Die Frickenhofer Höhe ist ein Teil der naturräumlichen Haupteinheit Vorland der östlichen Schwäbischen Alb (Östliches Albvorland; Nr. 102) bzw. des Unter-Naturraums Albuchvorland (102.0). Ein kleiner Teil im Nordwesten der Landschaft, bei den Gschwender Ortsteilen Frickenhofen, Mittelbronn und Schlechtbach, ist Teil des Naturparks Schwäbisch-Fränkischer Wald.

### Erhebungen
Die Hänge der Frickenhofer Höhe sind steil und dicht bewaldet. Die Höhe selbst ist plateauartig mit nur wenig über die Umgebung aufragenden Erhebungen. Höchster Punkt sind die Hohentannen mit 565,2 m Höhe, zwischen Frickenhofen und Rotenhar gelegen. Dieser ist leicht vom Wanderparkplatz Hohetannen an der Straße zwischen Frickenhofen und Rotenhar zu erreichen. Von hier hat man bei guter Sicht einen weiten Ausblick über die bewaldeten Höhen und Täler des Keuperberglands mit seinen Stubensandstein-Flächen und Unterjura-Zeugenbergen. Im Norden reicht der Blick in die Hohenloher Ebene und die Traufbucht des Kochers bei Schwäbisch Hall. Im Süden sind die Kaiserberge sowie das Vorland der Alb und der Albtrauf zu sehen.
Zu den Erhebungen und deren Ausläufern (teilweise sind die folgend genannten nur Flurnamen) der Frickenhofer Höhe gehören – sortiert nach Höhe in Meter (m) über Normalhöhennull (NHN):
- Hohentannen (565,2 m), östlich von Gschwend-Rotenhar, mit naher Teufelskanzel
- Wolfäcker (554,4 m), 600 m nördlich von Gschwend-Mittelbronn
- Strietfeld (551 m), zwischen Gschwend-Mittelbronn und Gschwend-Ottenried
- Rehbürg (529,3 m), 700 m nordnordwestlich von Ruppertshofen-Steinenbach
- Galgenberg (517,2 m), 400 m südsüdwestlich von Obergröningen

Geologisch gesehen könnte man auch den Zeugenberg
- Hoher Nol (564,9 m)

noch der Frickenhofer Höhe zurechnen. Er liegt, von einer isolierten Schwarzjura-Kappe bedeckt, etwa 1,5 km westlich des Hohentannen neben der Landesstraße L 1080 von Gschwend nach Rotenhar im Wald.

### Fließ- und Stillgewässer
Größere Fließgewässer von der Frickenhofer Höhe gibt es keine. Das längste ist der Götzenbach, der bei Seifertshofen entspringt und bei Leinzell in die Lein mündet. Fast alle Bäche fließen in südlicher Richtung und münden in die Lein. Dabei haben sie im Lauf der Jahrtausende tiefe Klingen in die Frickenhofer Höhe geschnitten. Zum Hochwasserschutz des Leintals wurden das Rehnenmühle-Staubecken (fertiggestellt 1967) an der „Gschwender“ Rot und das Götzenbach-Staubecken (1973) am Götzenbach angelegt. Die Seen sind beliebte Naherholungsziele. Zudem gibt es den 1982 fertiggestellten Federbachsee, einen Stausee am kleineren Federbach, der etwa 3 km östlich-parallel zum Götzenbach ebenfalls nach Süden zur Lein fließt. Ein paar im Bereich der Erhebungen Hohentannen und Hoher Nol entspringende kurze Bäche, die nach Norden laufen, entwässern früher oder später über den nordostwärts verlaufenden Steigersbach in den Kocher.

## Geologie
Gebildet wird die Frickenhofer Höhe von Gesteinen des Schwarzjura, die über dem Anstieg im Knollenmergel (oberster Mittelkeuper) die Verebnungen verursachen.

## Wirtschaft und Infrastruktur
Die Infrastruktur der Frickenhofer Höhe ist überwiegend landwirtschaftlich geprägt.

### Windkraftanlagen
Für die Frickenhofer Höhe wurden im Regionalplan Ostwürttemberg insgesamt acht Standorte festgelegt, die ausschließlich für die Nutzung durch Windkraft freigehalten werden müssen. Einer davon liegt an der Markungsgrenze zwischen Ruppertshofen und Eschach, hier liegt die Windfarm Striethof. Sie bedeckt eine Fläche von rund 29 ha und bietet Platz für fünf „raumbedeutsame“ Windenergieanlagen mit je 2 MW Nennleistung. Seit Anfang 2010 sind alle fünf Windkraftanlagen mit je zwei Megawatt Leistung in Betrieb. Ihre Nabenhöhe liegt bei 100 m, bei einem Rotordurchmesser von 80 m ragen die Spitzen bis in eine Höhe von 140 m auf, weshalb die Anlagen weithin sichtbar sind und Orientierung bieten.

### Verkehr
Zwei Verkehrsachsen führen in Nord-Süd-Richtung an den Rändern der Frickenhofer Höhe entlang. Die B 298 (Schwäbisch Gmünd–Schwäbisch Hall) auf der Westseite und die B 19 (Aalen–Würzburg) im Kochertal auf der Ostseite.
Als Stichbahn führte von 1903 bis 2005 die Obere Kochertalbahn von Gaildorf nach Untergröningen.

## Naturdenkmäler

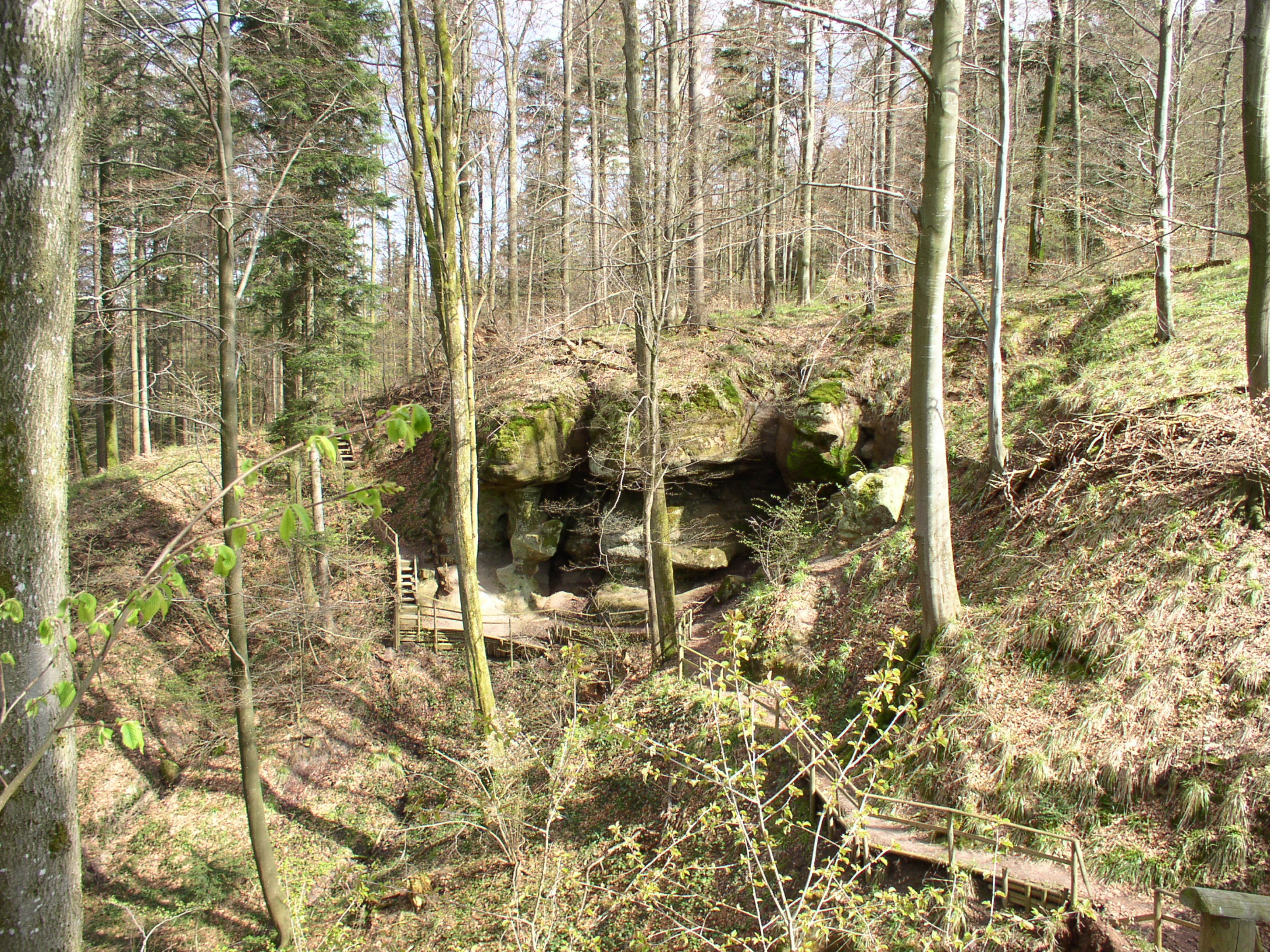
Teufelskanzel am nördlichen Spornabfall von Hohentannen bei Rotenhar

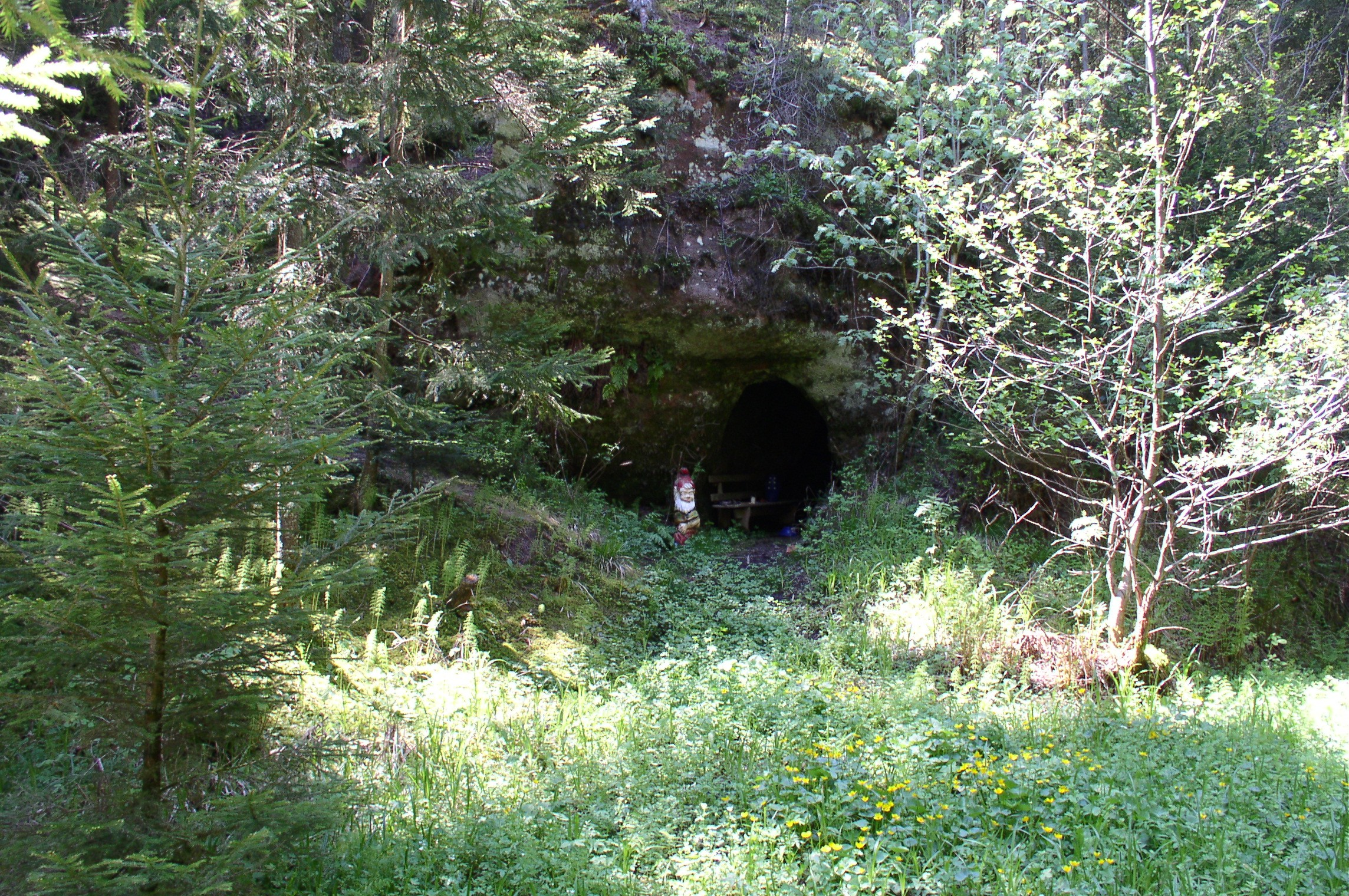
Götzenloch, auch Hohler Stein genannt, bei Ruppertshofen

Am Nordhang der Hohentannen befindet sich die Teufelskanzel am oberen Ende einer kleinen Klinge. Es handelt sich um eine Schichthöhle mit Pfeilerbau (teilweise kanzelförmig) im Höhlensandstein (Oberer Stubensandstein), die sich am oberen Ende einer Klinge im Bereich eines kleinen Quellaustritts befindet. Härtere Sandsteinbänke bilden das „Dach“ und eine Wasserfallstufe, über die bei stärkeren Niederschlägen oder nach der Schneeschmelze der kleine Bach wasserfallartig hinabstürzt. Dadurch sind diese grottenartigen Höhlungen entstanden. Hier blieben pfeilerartige Stotzen im Höhlensandstein stehen, wodurch ein kanzelartiger Aufbau erhalten blieb, aus dem sich der Namen Teufelskanzel ableitet. Sie ist leicht zu erreichen vom Wanderparkplatz Hohetannen an der Straße zwischen Frickenhofen und Rotenhar.
Das Götzenloch – auf Karten öfters als Hohler Stein bezeichnet – ist eine Erosionshöhle. Diese liegt in einer Seitenklinge des Götzenbachtals rund 2,5 km östlich von Ruppertshofen. Es handelt sich um eine Kleinhöhle in den weichen Sandsteinen des oberen Stubensandsteins. Entstanden ist die Höhle dadurch, dass unter einer härteren Sandsteinbank weichere Sandsteine erodiert wurden und sich dadurch die Höhlennische bildete. Am Ende der inzwischen rund 4 m tiefen Höhle entspringt eine kleine Quelle, die für das Entstehen der Höhle verantwortlich ist. Das Götzenloch befindet sich wenige Schritte neben dem Radweg Grüner Pfad „Rund ums Leintal und Frickenhofer Höhe“ der von Ruppertshofen zum Götzenbach-Stausee führt.
Im Nestelwald rund einen Kilometer südlich von Sulzbach am Kocher ist eine eindrucksvolle Großschollenrutschung aufgeschlossen, deren Abrissnische obere Bereiche der Unteren Bunten Mergel zeigt. Freigelegt sind helle Sandsteine des Kieselsandsteins, in denen eine Rinnenfüllung mit über 100 m Breite und 5 bis 6 m Höhe eingeschaltet ist. In der Wegböschung unterhalb der Abrisswand kann das Liegende des Kieselsandsteins betrachtet werden. Hier sind die Lehrbergschichten sowie kleine Teile der Roten Wand (ebenfalls Untere Bunte Mergel) aufgeschlossen. In der Böschung des Hohlwegs oberhalb der Straße rund 300 m südöstlich stehen Sandsteine des Schilfsandsteins an, in deren Niveau diese Scholle gerutscht ist.
Im Kochertal zwischen Untergröningen und Algishofen, wo sich der Kocher in den Mittelkeuper eingeschnitten hat, bilden harte Gesteine des Kieselsandsteins hohe Felsböschungen oder ragen als große Felsen aus der Böschung oder aus den Waldgebieten über dem Kochertal. Die überwiegend unbewachsenen Steilhänge und Felswände lassen gute Einblicke in Aufbau und Zusammensetzung dieser Schichten zu.

## Geschichte
Ende 1944, zu Ende des Zweiten Weltkriegs, richtete die NS-Bautruppe Organisation Todt auf der Ebene zwischen Seifertshofen, Steinenbach, Helpertshofen und Kemnaten eine Großbaustelle ein, mit dem Ziel, eine rund 2,5 km lange Betonpiste für Düsenjäger des Typs Messerschmitt Me 262 zu errichten. Rund 600 Arbeiter, überwiegend Kriegsgefangene, wurden eingesetzt, Baracken wurden in umliegenden Ortschaften errichtet und Waldstücke abgeholzt. Aufgrund des Vormarsches der US-Armee wurden die Bauarbeiten am 18. April 1945 abgebrochen.

## Sehenswürdigkeiten
Obwohl die Frickenhofer Höhe nur eine geringe Fläche einnimmt, finden sich auf ihr etliche, zum Teil einmalige Sehenswürdigkeiten:

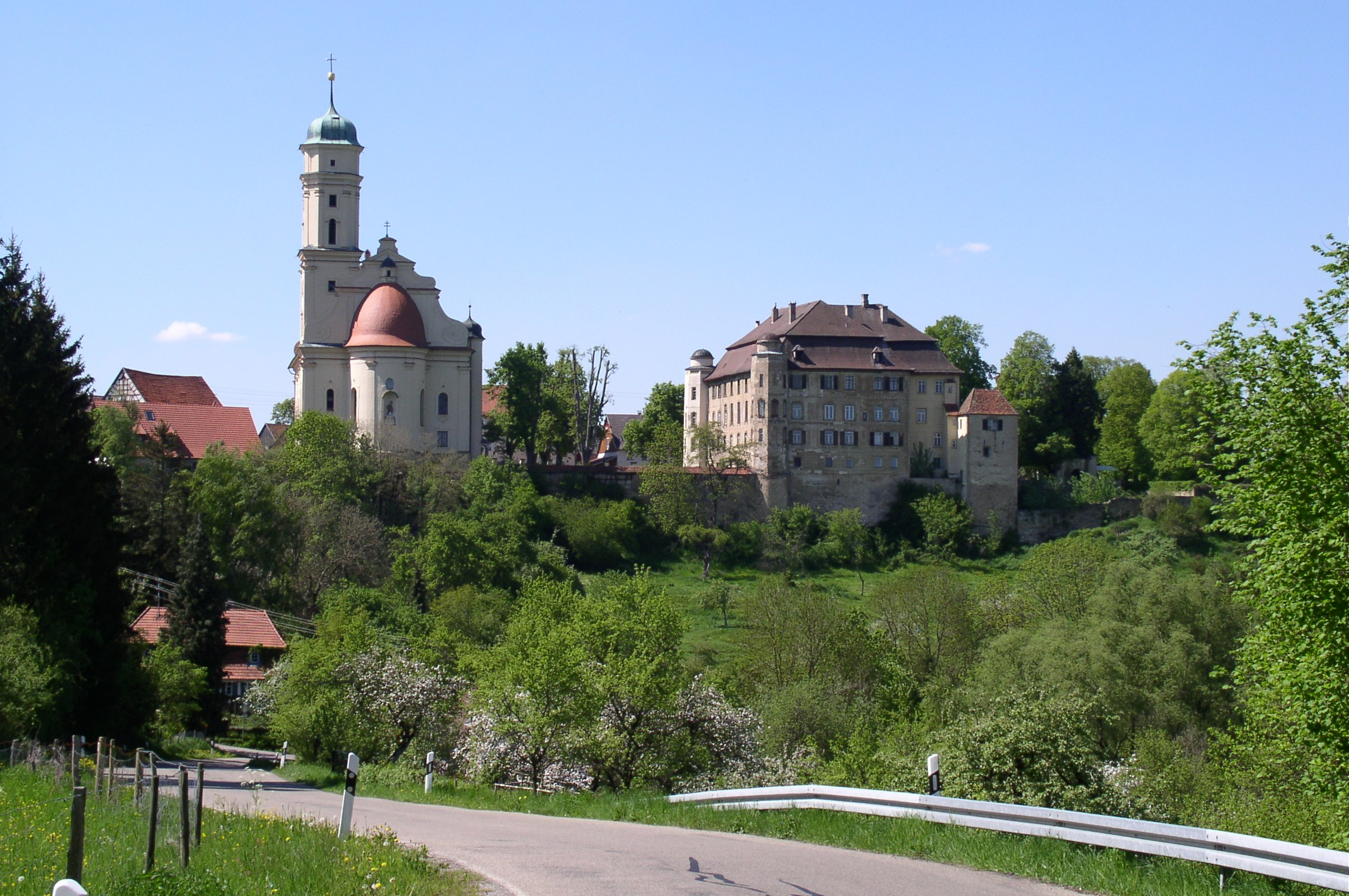
Schlosskirche und Schloss Hohenstadt

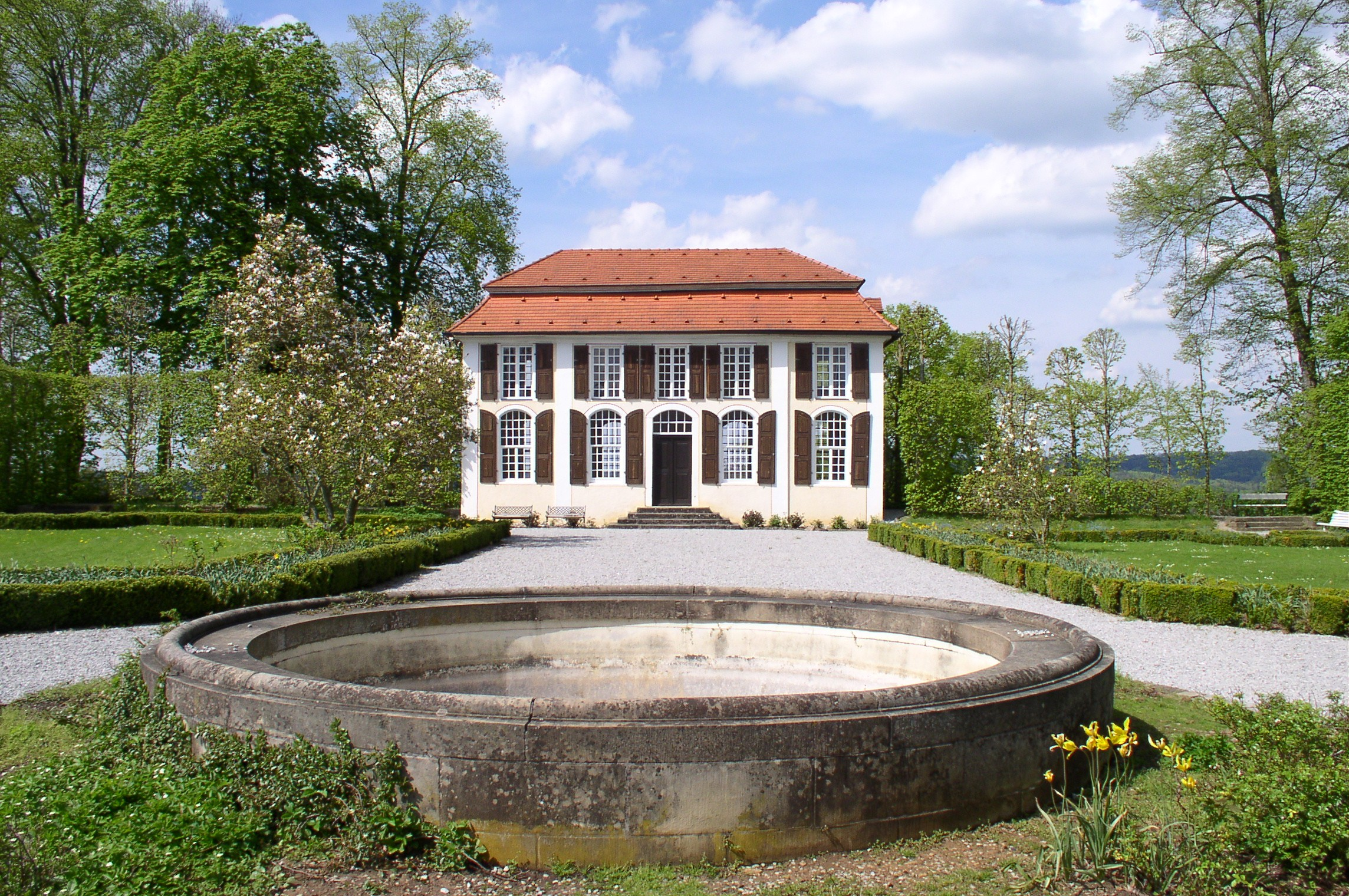
Ein besonderes Kleinod: das Lusthaus im Heckengarten Hohenstadt

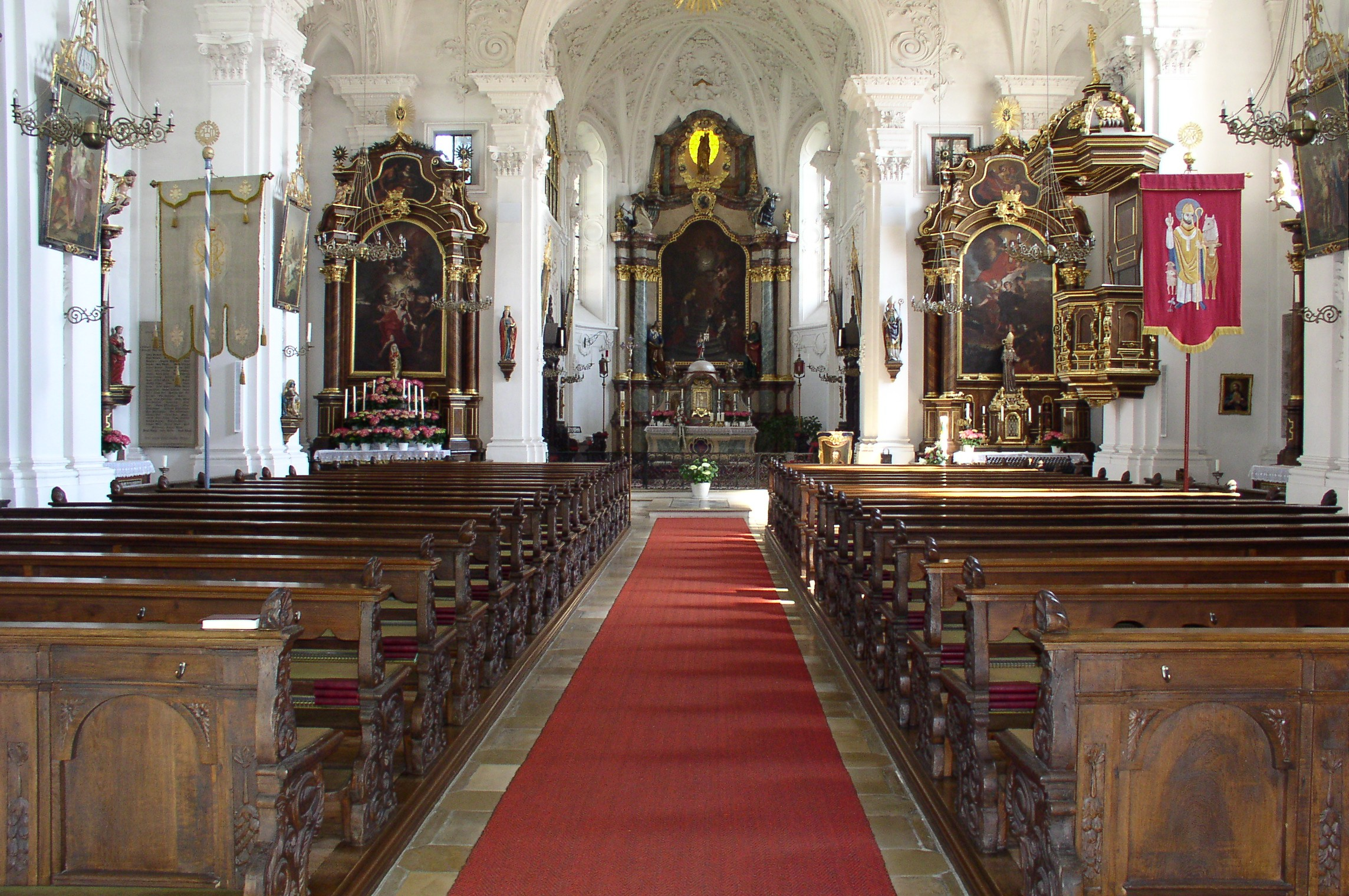
Schlosskirche Hohenstadt

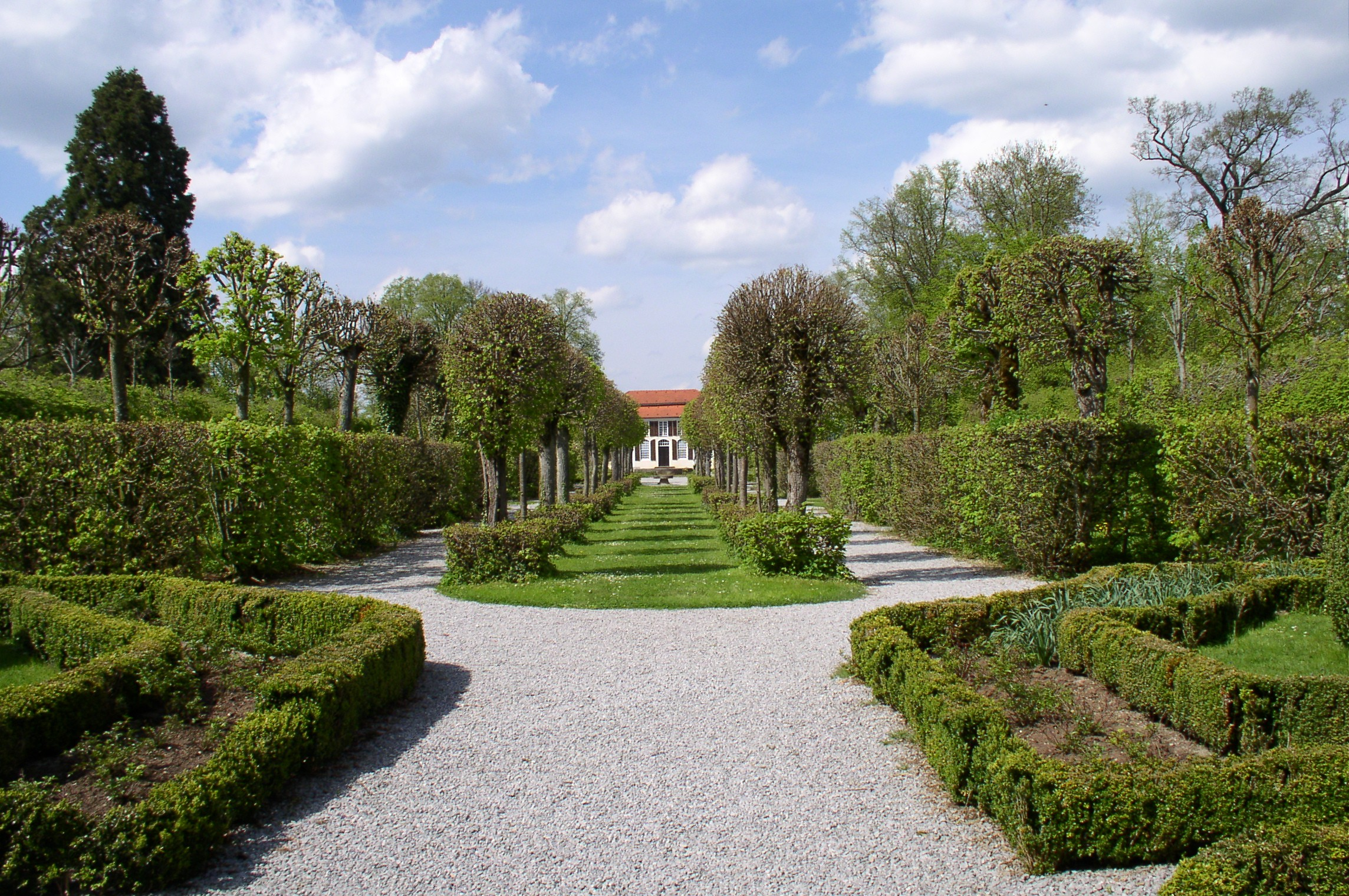
Einer der ältesten Heckengärten in Europa: der Heckengarten Hohenstadt

Schloss und Schlosskirche Hohenstadt liegen hoch über dem Kochertal und bilden architektonisch eine Einheit.
Das Schloss Hohenstadt der Familie Adelmann von Adelmannsfelden erhielt nach zwei Umbauten im 16. und 17. Jahrhundert um 1760 seine heutige barockisierte Form. Es hat auf den Stockwerken frei aufliegende Treppen mit ungewöhnlich flachen Stufen, eine besondere Art von Treppenhaus, wie sie sonst nur noch in der Würzburger Residenz zu finden ist. Das Gebäude ist in Privatbesitz und kann im Rahmen einer Führung besichtigt werden. Das Gebäude diente als Kulisse und Drehort für die deutsche Filmproduktion „Der Rote Baron“.
Unter Wilhelm Adelmann wurde die Schloss- und Wallfahrtskirche Hohenstadt in nur vier Jahren 1707 bis 1711 errichtet. Sie gilt als einer der schönsten Barockbauten im „vorarlbergischen Barock“.
Der Heckengarten des Graf Adelmann’schen Schlosses Hohenstadt befindet sich wenige Schritte nördlich des Schlosses und ist einer der ältesten Gärten dieser Art in Europa. Eine erste Erwähnung datiert auf das Jahr 1549. 1756 erfolgte eine Neuanlage in französischem Stil. Das Lusthaus im Garten, ein zweigeschossiges „Gartenhaus“, wurde 1760 errichtet. Die gesamte Anlage steht seit 1982 unter Denkmalschutz und ist öffentlich zugänglich.

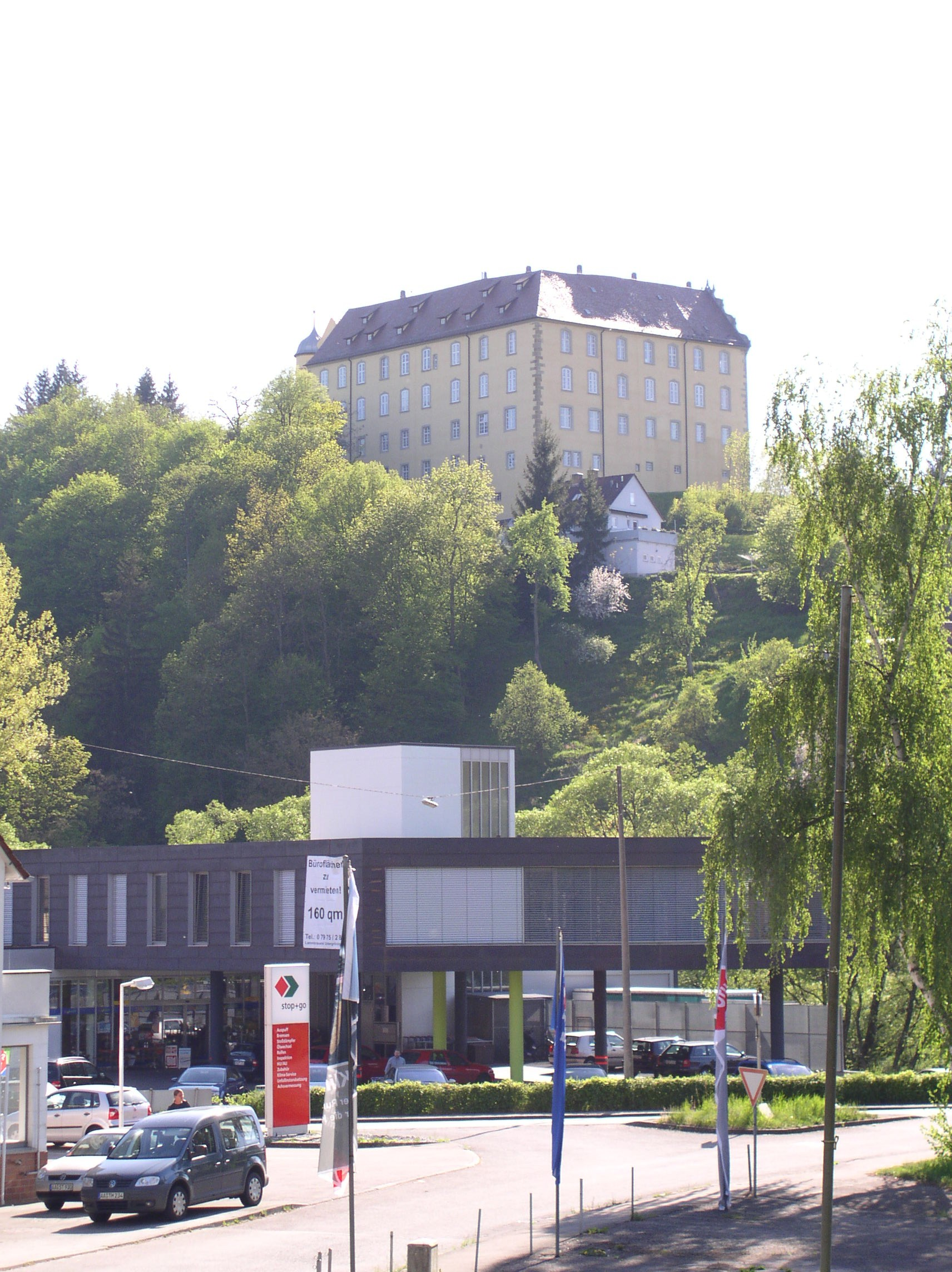
Schloss Untergröningen

Das Schloss Untergröningen, Wahrzeichen von Untergröningen, galt als Sitz des 1102 und 1108 in Urkunden genannten Vito de Groningen. 1351 war Johann von Rechberg Eigentümer. 1410 kam das Schloss durch Verkauf an die Schenken von Limpurg. Von 1777 bis 1804 war es im Besitz des Hauses Hohenlohe-Bartenstein. Der Fürst von Colloredo-Mansfeld verkaufte das Schloss 1827 an das Königreich Württemberg. Im Besitz des Landes Baden-Württemberg befindet sich das Schloss heute noch.
Das Schloss wurde seit 1830 bis Mitte der 1970er-Jahre als Wohngebäude mit mehreren Wohnungen, als Pfarramt und zeitweise als Schule genutzt. Nachdem es lange Jahre leer gestanden hatte, wurde Ende der 1990er-Jahre mit seiner Sanierung und Renovierung begonnen. Das „Temporäre Museum Zeitgenössischer Kunst“ des Vereins KISS (Kunst im Schloss Untergröningen) und die in den Sommermonaten stattfindenden Ausstellungen haben das Schloss jetzt weit über die Region hinaus bekannt gemacht.
Das Schwäbische Bauern- und Technikmuseum Seifertshofen in Eschach-Seifertshofen zeigt ein liebevolles Sammelsurium an Exponaten aus der Landwirtschaft, Technik und Militaria. Besonders Freunde des Traktor-Pullings dürften hier auf ihre Kosten kommen. Einmal jährlich finden in Seifertshofen Läufe zur Deutschen Meisterschaft im Traktor-Pulling statt. Besonders sehenswert ist darüber hinaus das einmal jährlich stattfindende Lanz-Bulldog-Dampffestival.
Auf der Frickenhofer Höhe stehen mehrere Wassertürme – dazu gehören solche in oder bei: Eschach, Eschach-Batschenhof, Frickenhofen, Göggingen, Abtsgmünd-Hohenstadt, Eschach-Holzhausen, Ruppertshofen, Schechingen und Seifertshofen.

## Freizeit
Der Fränkisch-Schwäbische Jakobsweg führt von Würzburg über Rothenburg ob der Tauber nach Ulm an der Donau. Das Teilstück Abtsgmünd-Wöllstein–Böbingen führt über die Frickenhofer Höhe.
Unterhalb der Hohentannen, an der Straße von Rotenhar nach Schönberg (Gaildorf) wurde mit dem weiterweg ein Walderlebnisweg der besonderen Art eingerichtet. Dieser ist eine Kombination aus Kunst- und Besinnungsweg. An den 10 Stationen des Weges wird angeregt über die zentralen Fragen des Lebens nachzudenken.
Die Idyllische Straße ist eine Ferienstraße die durch den Schwäbisch-Fränkischen Wald führt. Das Teilstück Sulzbach-Laufen–Untergröningen–Eschach–Gschwend verläuft über die Frickenhofer Höhe. Seit 10 Jahren führt ein ausgeschilderter Radweg Idyllische Straße, abseits von Straßen durch den Schwäbisch-Fränkischen Wald und über die Frickenhofer Höhe.
Seit 2004 besteht der Radweg Grüner Pfad – Rund ums Leintal und Frickenhofer Höhe. Er lässt sich in sechs Rundkurse unterteilen, die so ausgewählt sind, dass immer wieder Zwischenstopps eingelegt werden können. Entlang des Grünen Pfades sind rund 50 Infotafeln aufgestellt. Zentraler Startpunkt ist Ruppertshofen am Berufsvorbereitungswerk Ostalb oder am Sportplatz.
Der Kocher-Jagst-Radweg folgt den Zwillingsflüssen Kocher und Jagst. Entlang des Kochers von Aalen über Schwäbisch Hall nach Bad Friedrichshall und entlang der Jagst über Möckmühl, Langenburg, Crailsheim, Ellwangen zurück nach Aalen. Die beiden Flüsse sind dabei nur wenige Kilometer voneinander entfernt. Der Kocher-Jagst-Radweg ist einer der beliebtesten Radwanderwege in Deutschland.
Vom Hagbergturm, der ostsüdöstlich von Gschwend-Horlachen im benachbarten Welzheimer Wald steht, wie vom Altenbergturm, der östlich von Hohenberg (Weiler im Gemeindegebiet von Sulzbach-Laufen) in den Limpurger Bergen steht, kann man unter anderem den Blick auf die Frickenhofer Höhe genießen.
Camping-/Zeltplätze befinden sich am Götzenbach- und Rehnenmühlen-Stausee.